# Rosier brillant
Rosa nitida
Espèce
Le Rosier brillant (Rosa nitida) est une espèce de plantes à fleurs de la famille des Rosaceae. C'est un rosier de la section des Carolinae, originaire d'Amérique du Nord.

## Description
Très drageonnante, elle forme un petit buisson de 50 à 70 cm de haut, avec des tiges couvertes de poils et d'aiguillons, et des feuilles formées de 7 à 9 folioles vert vif rougissant à l'automne.
Les fleurs, de 4 à 5 cm, sont d'une couleur rose tirant sur le violet, simples, isolées ou groupées.

## Synonyme
- Rosa redutea ... rubescens Thory[3]